# Hesperonoe adventor
Hesperonoe adventor är en ringmaskart som först beskrevs av Skogsberg in Fisher och Henry Dunlap MacGinitie 1928.  Hesperonoe adventor ingår i släktet Hesperonoe och familjen Polynoidae. Inga underarter finns listade i Catalogue of Life.